# Liste der Landschaftsschutzgebiete in Ulm
Im Stadtkreis Ulm gibt es 14 Landschaftsschutzgebiete.  Das älteste Gebiet in Ulm ist das 1954 eingerichtete Landschaftsschutzgebiet Blautal und seine Seitentäler.
| Name                                | Bild | Kennung               | Einzelheiten | Position | Fläche Hektar | Datum         |
| ----------------------------------- | ---- | --------------------- | --- | -------- | ------------- | ------------- |
| Jungingen                           |      | 4.21.001 WDPA: 322019 | Ulm Das Landschaftsschutzgebiet umfasst die großen Waldgebiete nordöstlich der Bahnlinie Ulm-Stuttgart, die offene Landschaft in den Bereichen Ober- und Unterhaslach und drei kleinere Landschaftsteile in den Gewannen 'Füssleshau', 'Kleiner Gehrn' und 'Letten'. Die großen, intensiv landwirtschaftlich genutzten Flächen, die unmittelbar um den Ortsteil Jungingen herum liegen, sind vom Landschaftsschutz ausgenommen.               | ⊙        | 318,4         | 1. Feb. 1985  |
| Lehr                                |      | 4.21.002 WDPA: 322554 | Ulm Südlicher Abhang der Lonetal-Flächenalb südlich der Teilgemeinde Lehr. | ⊙        | 53,3          | 1. Feb. 1985  |
| Mähringen                           | BW   | 4.21.003 WDPA: 322880 | Ulm Übergangsbereich zwischen der mittleren Flächenalb im Westen und der Lonetal-Flächenalb im Osten. Das Landschaftsschutzgebiet umfasst die oft steilen Talhänge westlich und südlich des Ortsteils Mähringen, die zum Blautal, dem Urdonautal, hin geöffnet sind. | ⊙        | 303,4         | 1. Feb. 1985  |
| Grimmelfingen                       | BW   | 4.21.004 WDPA: 321159 | Ulm Wälder und offene Landschaft im Übergangsbereich zwischen dem Donautal und dem Hochsträß. Erhaltung und Entwicklung des kleinräumig strukturierten Kulturlandschaftsabschnitts am südlichen Abhang der Mittleren Flächenalb mit seiner, durch zahlreiche Hecken und Gehölze unterteilte Stufenrainlandschaft um den Stadtteil Grimmelfingen.                                                                                              | ⊙        | 158,5         | 1. Feb. 1985  |
| Ulm                                 | BW   | 4.21.005 WDPA: 325271 | Ulm Wälder und offene Landschaft in Stadtnähe, Bodenschutz, stadtklimatische Bedeutung, Erholungsraum und Pufferzone für das NSG „Gronne“. | ⊙        | 469,1         | 1. Feb. 1985  |
| Gögglingen                          | BW   | 4.21.006 WDPA: 321115 | Ulm Wälder und offene Landschaft der Donauauen, ehemaliger Überschwemmungsbereich; ökologisch bedeutsam. | ⊙        | 223,4         | 1. Feb. 1985  |
| Eggingen                            | BW   | 4.21.008 WDPA: 320506 | Ulm Grünlandflächen und Obstwiesen, Feuchtwiesen und Quellaustritte; traditionelles Erholungsgebiet. | ⊙        | 441,9         | 1. Feb. 1985  |
| Einsingen                           | BW   | 4.21.009 WDPA: 320570 | Ulm Übergangsbereich des Donautales zur Schwäbischen Alb; Erholungsraum. | ⊙        | 183,0         | 1. Feb. 1985  |
| Ermingen                            | BW   | 4.21.010 WDPA: 320688 | Ulm Wälder und offene Landschaft des Albrandes; besondere Erholungseignung. | ⊙        | 588,8         | 1. Feb. 1985  |
| Wiblingen                           | BW   | 4.21.011 WDPA: 325852 | Ulm Wälder und offene Landschaft zum Zweck der Naherholung, Grundwasserschutz und Pufferzone für das NSG „Gronne“. | ⊙        | 270,8         | 1. Feb. 1985  |
| Unterweiler                         | BW   | 4.21.012 WDPA: 325365 | Ulm Erhaltung, Pflege und Entwicklung des waldreichen Kulturlandschaftsabschnitts südlich des Ortsteils Unterweiler im Bereich des Anstiegs zum tertiären Hügelland mit ausgedehnten, meist feuchten Waldbeständen und mit eingestreuten, überwiegend kleineren Feuchtbiotopen, Bachläufen und Gräben und deren vorgelagerten Wiesen und Ackerflächen.                                                                                        | ⊙        | 239,4         | 1. Feb. 1985  |
| Donaustetten                        | BW   | 4.21.013 WDPA: 320393 | Ulm Naherholungsbereiche mit Mischwald, Grünland und Riedflächen. | ⊙        | 369,6         | 1. Feb. 1985  |
| Söflingen                           |      | 4.21.014 WDPA: 324591 | Ulm Das Landschaftsschutzgebiet umfasst die großen Waldflächen und die freie Landschaft auf den Höhenzügen am „Roten Berg“ und auf dem „Hochsträß“ westlich des Siedlungsbereichs von Söflingen. Es besteht aus zwei Landschaftsteilen, die durch die Harthauser Straße voneinander getrennt sind. Der Großteil des südlichen Landschaftsteils Butzental-Grimmelfinger Wegle besteht aus dem ehemaligen Landschaftsschutzgebiet „Harthausen“. | ⊙        | 720,3         | 1. Feb. 1985  |
| Blautal und seine Seitentäler       | BW   | 4.21.016 WDPA: 325182 | Ulm Tobel (Ehem.Blautal) | ⊙        | 103,1         | 15. Jan. 1954 |
| Legende für Landschaftsschutzgebiet |      |                       | |          |               |               |